# Andro Grigorjan
Andro Grigorjan (georgisch ანდრო გრიგორიანი; * 26. Oktober 2007) ist ein georgischer Leichtathlet, der sich auf den Sprint spezialisiert hat.

## Sportliche Laufbahn
Erste internationale Erfahrungen sammelte Andro Grigorjan im Jahr 2024, als er bei den U18-Balkan-Meisterschaften in Maribor mit 10,97 s in der Vorrunde im 100-Meter-Lauf ausschied. Anschließend kam er bei den U18-Europameisterschaften in Banská Bystrica mit 22,53 s nicht über den Vorlauf über 200 Meter hinaus. Im Jahr darauf verpasste er bei den U20-Balkan-Hallenmeisterschaften in Sofia mit 7,08 s den Finaleinzug im 60-Meter-Lauf und schied kurz darauf bei den Balkan-Hallenmeisterschaften in Belgrad mit 6,99 s im Vorlauf aus. Im März startete er über 60 Meter bei den Hallenweltmeisterschaften in Nanjing und schied dort mit 7,03 s in der ersten Runde aus. Ende Juni wurde er bei der 3. Liga der Team-Europameisterschaft in Maribor in 11,05 s Vierter im B-Lauf über 100 Meter und wurde über 200 Meter disqualifiziert. Zudem gelangte er mit der georgischen 4-mal-100-Meter-Staffel mit 42,45 s auf den fünften Platz im B-Lauf. Anschließend schied er bei den U20-Balkan-Meisterschaften in Craiova mit 10,89 s im Vorlauf über 100 Meter aus und schied dann auch bei den U20-Europameisterschaften in Tampere mit 11,09 s in der ersten Runde aus. 
2025 wurde Grigorjan georgischer Hallenmeister im 60- und 200-Meter-Lauf.

## Persönliche Bestzeiten
- 100 Meter: 10,89 s (+1,2 m/s), 13. Juli 2025 in Craiova
  - 60 Meter (Halle): 6,91 s, 22. Februar 2025 in Tiflis (georgischer U20-Rekord)
- 200 Meter: 22,53 s (+0,3 m/s), 19. Juli 2024 in Banská Bystrica (georgischer U18-Rekord)
  - 200 Meter (Halle): 22,69 s, 23. Februar 2025 in Tiflis